# Norbert Conrad Kaser
Norbert Conrad Kaser (n. c. kaser), född 1947, död 1978, var en författare från Sydtyrolen. Han utgav en rad skrifter på eget förlag 1967-1970, men det är först efter hans död som hans författarskap har rönt större uppmärksamhet. Han var "tyrolare, förrymd kapucinermunk och diktande avantgardist, bergskollärare, alkoholist och medlem i kommunistpartiet" för att citera baksidestexten till jetzt mueßte der kirschbaum bluehen.

## Verk (urval)
- jetzt mueßte der kirschbaum bluehen (Diogenes, 1983)
- Gesammelte Werke: Band 1: Gedichte (Haymon, 1988), Band 2: Prosa (Haymon,1989), Band 3: Briefe (Haymon, 1991)
- Das Kaser-Lesebuch: eine Auswahl aus Lyrik, Prosa und Briefen (Haymon, 1993)
- es bockt mein herz (översättning från italienska: Maria Fehringer & Peter Waterhouse) (Reclam, 1993)
- herrenlos brennt die sonne: Gedichte und Prosa (Haymon, 2013)

## På svenska
- "Elva scherzon för barn" (översättning: Ann-Maria Green). I tidskriften Janus, nr 30 (1984), s. 8-10
- "Två berättelser" (översättning: Ann-Maria Green). I tidskriften Amalgam, nr 3 (1985), s. 8-10